# Gilchrist Maclagan
Gilchrist Stanley Maclagan (Londra, 5 ottobre 1879 – 25 aprile 1915) è stato un canottiere britannico.
Ha vinto la medaglia d'oro olimpica nel canottaggio alle Olimpiadi 1908 svoltesi a Londra, in particolare nella categoria otto maschile.
È deceduto in Belgio all'età di 35 anni, durante un'azione militare nel corso della prima guerra mondiale.